# Şahin Irmak

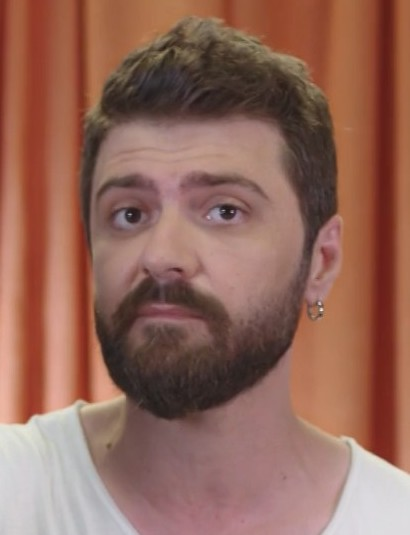
Şahin Irmak, 2017

Şahin Irmak (* 29. September 1981 in Izmir) ist ein türkischer Schauspieler.

## Biografie
Şahin Irmak wurde am 29. September 1981 in Izmir geboren. Seinen Durchbruch hatte er in der Fernsehserie Karayılan. Anschließend trat er in der Çok Güzel Hareketler Bunlar auf. 2011 spielte Irmak in Aşağı Yukarı Yemişlililer mit. Unter anderem bekam er in dem Entelköy Efeköy'e Karşı die Hauptrolle. Außerdem wurde er 2012 für die Serie  Sultan gecastet. 2018 heiratete er die türkische Schauspielerin Asena Tuğal. Von 2018 bis 2020 war er in der Serie Jet Sosyete zu sehen. Irmak spielte 2021 in Yalancı die Hauptrolle.

## Filmografie

### Filme
- 2004: Yol Palas Cinayeti
- 2006: Beynelmilel – Die Internationale
- 2007: Kutsal Damacana
- 2009: Neseli Hayat
- 2010: Cok Film Hareketler Bunlar
- 2010: Kutsal Damacana Dracoola
- 2011: Entelköy Efeköye Karsi

### Serien
- 2003: Melek
- 2004: Kurtlar Vadisi
- 2004: Aliye
- 2004: Cemberimde Gül Oya
- 2006: Bebegim
- 2006: Bir Demet Tiyatro
- 2006: Karayilan
- 2008–2011: Çok Güzel Hareketler Bunlar
- 2011: Asagi Yükari Yemişlililer
- 2012: Sultan
- 2016: Kurtlar Vadisi Pusu
- 2018–2020: Jet Sosyete
- 2021: Yalancı
- 2021–2022: Fandom